# Frank Eisenhauer
Frank Eisenhauer (nacido el 9 de junio de 1968 en Augsburgo, Alemania) es un astrónomo y astrofísico alemán, director del Instituto Max Planck de Física Extraterrestre (MPE), y profesor de la Universidad Técnica de Múnich. Es conocido por sus contribuciones a la interferometría y la espectroscopia y por el estudio del agujero negro en el centro de la Vía Láctea.

## Trabajo científico
Como director del Instituto Max Planck de Física Extraterrestre (MPE), Eisenhauer lidera el desarrollo y la evaluación científica de grandes instrumentos astronómicos. Eisenhauer ha desempeñado un papel decisivo en el desarrollo de la astronomía con la más alta resolución espacial y la espectroscopia de imágenes, contribuyendo en particular al descubrimiento y estudio del agujero negro en el centro de la Vía Láctea.
En su tesis doctoral, Eisenhauer trabajó en astronomía infrarroja y desarrolló una cámara infrarroja con espectrómetro Fabry-Pérot para la óptica adaptativa del telescopio de 3,6 m del Observatorio Europeo Austral (ESO) en La Silla (Chile). Posteriormente, como investigador principal, dirigió el desarrollo del espectrómetro SPIFFI/SINFONI en el Very Large Telescope de ESO en Paranal (Chile), que, con una combinación única en su momento de óptica adaptativa y espectroscopia de imágenes, no solo corrige la interferencia causada por la atmósfera terrestre, sino que también registra simultáneamente un espectro para cada píxel de la imagen. En 2003, esto permitió a Eisenhauer y sus colegas medir por primera vez la distancia al centro de la Vía Láctea desde la órbita de la estrella S2 utilizando métodos geométricos y, midiendo las velocidades radiales de varias estrellas, pudieron confirmar la hipótesis de que allí se encuentra un agujero negro supermasivo.
Desde 2005, Eisenhauer ha sido el investigador principal del experimento GRAVITY, que conecta los cuatro Very Large Telescopes del Observatorio Europeo Austral en Paranal, Chile, como interferómetros estelares, logrando una resolución angular equivalente a la de un telescopio de 130 metros de diámetro. De manera similar a la óptica adaptativa, GRAVITY corrige activamente las influencias interferentes de la atmósfera de la Tierra y las perturbaciones en la trayectoria de la luz entre el telescopio y el laboratorio, mejorando la sensibilidad en varios órdenes de magnitud en comparación con experimentos anteriores. En 2018, esto permitió a Eisenhauer y sus colegas detectar, en particular, el corrimiento al rojo en el campo gravitacional de un agujero negro predicho a partir de la teoría de la relatividad general de Albert Einstein. El mismo equipo también logró en 2020 detectar la precesión de Schwarzschild (comparación de órbitas de Newton y Einstein) en la órbita de la estrella S2. La medición geométrica de la distancia al centro galáctico y la detección del corrimiento al rojo gravitacional en el campo gravitacional del agujero negro fueron confirmadas por Andrea Ghez y sus colegas con observaciones en el Observatorio Keck en Hawai.
Los instrumentos SINFONI y GRAVITY forman parte del conjunto de instrumentos empleados en el descubrimiento y caracterización del agujero negro del centro galáctico, por el que Reinhard Genzel y Andrea Ghez recibieron el Premio Nobel de Física 2020.
Otras áreas de investigación a las que han contribuido las observaciones de Eisenhauer incluyen la dinámica de las galaxias en el universo temprano, los núcleos galácticos activos y la formación de estrellas en cúmulos estelares masivos.